# Freyella oligobrachia
Freyella oligobrachia is een zesarmige zeester uit de familie Freyellidae.
De wetenschappelijke naam van de soort werd, als Freyellidea oligobrachia, in 1920 gepubliceerd door Hubert Lyman Clark. De beschrijving is gebaseerd op drie exemplaren die waren opgehaald van een dieptes tussen de 2222 en 2320 vadem (4064 - 4243 meter) in het Tropische Oost-Pacifisch gebied. Het type kwam van 0°3,5'N, 117°16'W.